# 曉爾科沃區

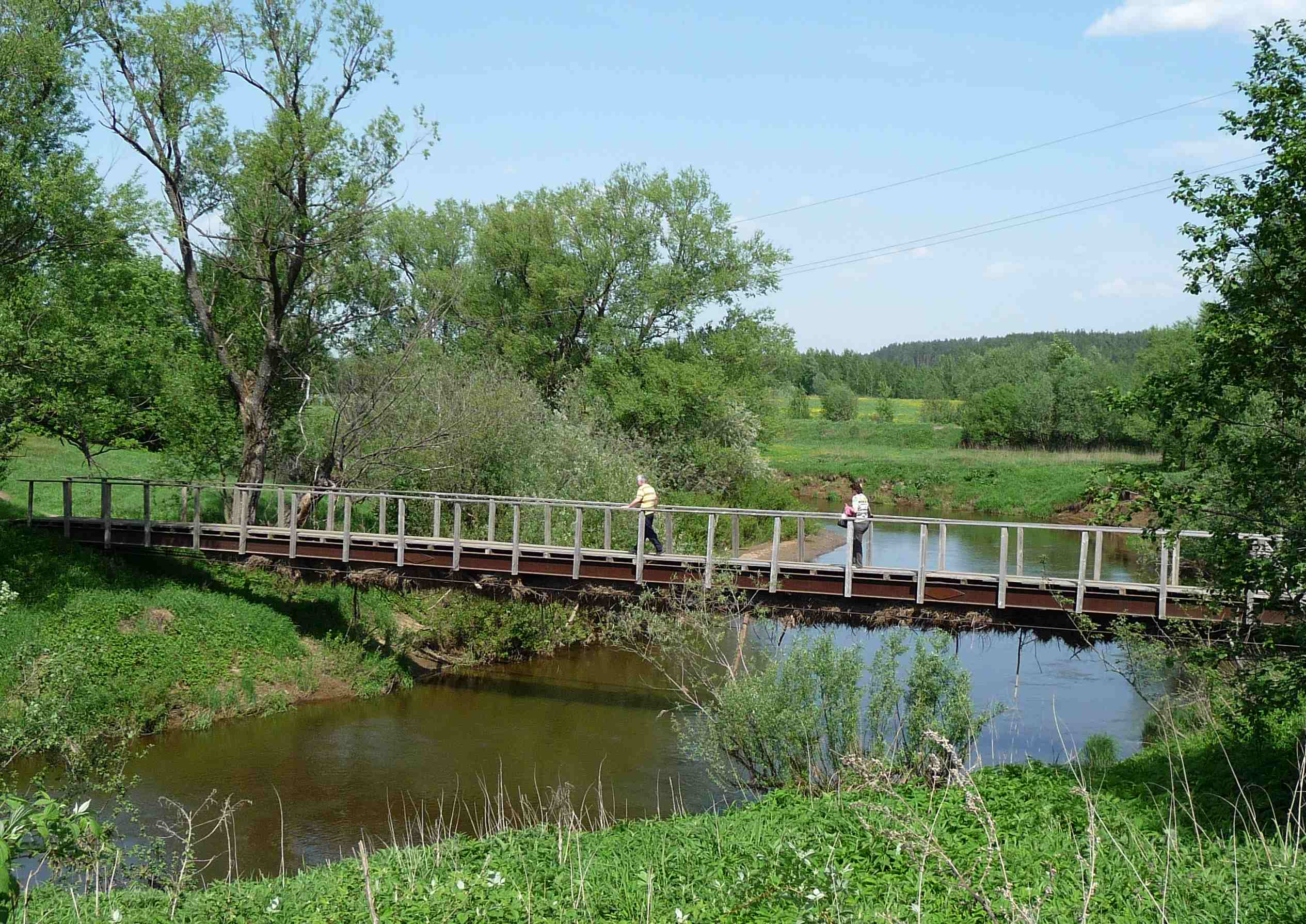

55°55′01″N 37°58′52″E / 55.91694°N 37.98111°E
曉爾科沃區（俄语：Щёлковский район），是俄羅斯的一個區，位於該國西部，由莫斯科州負責管轄，面積704.88平方公里，2010年該區人口193,629，人口密度每平方公里274.7人。